# Elecciones regionales de Ayacucho de 2002
Las elecciones regionales de Ayacucho de 2002 se llevaron a cabo el 17 de noviembre de 2002 para elegir al presidente regional, al vicepresidente regional y al Consejo Regional para el periodo 2003-2006. La elección se celebró simultáneamente con elecciones regionales y municipales (provinciales y distritales) en todo el Perú.
El Partido Aprista Peruano (la principal fuerza de la oposición) se impuso en la región, seguido de cerca por el Movimiento Independiente Integración Regional. Omar Quezada Martínez, alcalde de Huanta entre 1993 y 1995, resultó electo como presidente regional de Ayacucho.

## Sistema electoral
El Gobierno Regional de Ayacucho es el órgano administrativo y de gobierno del departamento de Ayacucho. Está compuesto por el presidente regional, el vicepresidente regional y el Consejo Regional.
La votación del presidente, vicepresidente y consejo regional se realiza en base al sufragio universal, que comprende a todos los ciudadanos nacionales mayores de dieciocho años, empadronados y residentes en el departamento de Arequipa y en pleno goce de sus derechos políticos.
El Consejo Regional de Ayacucho está compuesto por 11 consejeros elegidos por sufragio directo para un período de cuatro (4) años, en forma conjunta con la elección del presidente regional. La votación es por lista cerrada y bloqueada. Se asigna a la lista ganadora los escaños según el método d'Hondt o la mitad más uno, lo que más le favorezca.

## Partidos y candidatos
A continuación se muestra una lista de los principales partidos y alianzas electorales que participaron en las elecciones:
| Candidatura | Candidatura | Partidos y alianzas | Candidatos | Candidatos                        | Ideología                                                         | Ref. |
| ----------- | ----------- | --- | ---------- | --------------------------------- | ----------------------------------------------------------------- | ---- |
|             | APRA        | Lista - Partido Aprista Peruano (APRA) |            | Omar Quezada Martínez             | Aprismo                                                           |      |
|             | AP          | Lista - Acción Popular (AP) |            | Misael Vásquez Díaz               | Humanismo Nacionalismo cívico Reformismo                          |      |
|             | FIM         | Lista - Frente Independiente Moralizador (FIM)                                                                                              |            | Vilma Valenzuela Tapia de Schimpf | Reformismo                                                        |      |
|             | PP          | Lista - Perú Posible (PP) |            | Óscar Galván Oviedo               | Socioliberalismo Democracia liberal Tercera vía                   |      |
|             | SP          | Lista - Somos Perú (SP) |            | Carlos Mancha Pariona             | Democracia cristiana Conservadurismo social Liberalismo económico |      |
|             | UN          | Lista - Unidad Nacional (UN) – Partido Popular Cristiano (PPC) – Solidaridad Nacional (SN) – Renovación Nacional (RN) – Cambio Radical (CR) |            | Eddy Velarde Medina               | Democracia cristiana Conservadurismo Neoliberalismo               |      |
|             | MNI         | Lista - Movimiento Nueva Izquierda (MNI) |            | Adelfio Huayhualla Saune          | Marxismo-leninismo Mariateguismo Socialismo democrático           |      |
|             | FD          | Lista - Fuerza Democrática (FD) |            | Elmer Galván Bermúdez             | Reformismo                                                        |      |
|             | RA          | Lista - Renacimiento Andino (RA) |            | Marino Huayhua Quispe             | Indigenismo Plurinacionalismo Socialdemocracia                    |      |
|             | P           | Lista - Primero Perú (P) |            | José Quispe Pérez                 |                                                                   |      |
|             | MIRE        | Lista - Movimiento Independiente Integración Regional (IR)                                                                                  |            | Isaac Molina Chávez               | Regionalismo ayacuchano                                           |      |
|             | DIA         | Lista - Movimiento Independiente para el Desarrollo e Integración de Ayacucho (DIA)                                                         |            | Jesús Quispe Ramos                | Regionalismo ayacuchano                                           |      |

## Resultados

### Sumario general
|                        |                                                                             |              |              |              |            |            |
| Partidos y coaliciones | Partidos y coaliciones                                                      | Voto popular | Voto popular | Voto popular | Consejeros | Consejeros |
| Partidos y coaliciones | Partidos y coaliciones                                                      | Votos        | %            | ±pp          | Total      | +/−        |
|                        | Partido Aprista Peruano (APRA)                                              | 43,996       | 22.97        | n/a          | 7          | n/a        |
|                        | Movimiento Independiente Integración Regional (MIRE)                        | 29,339       | 15.31        | n/a          | 1          | n/a        |
|                        | Perú Posible (PP)                                                           | 24,071       | 12.56        | n/a          | 1          | n/a        |
|                        | Unidad Nacional (UN)                                                        | 17,217       | 8.99         | n/a          | 1          | n/a        |
|                        | Frente Independiente Moralizador (FIM)                                      | 15,678       | 8.18         | n/a          | 1          | n/a        |
|                        | Somos Perú (SP)                                                             | 13,659       | 7.13         | n/a          | 0          | n/a        |
|                        | Movimiento Independiente para el Desarrollo e Integración de Ayacucho (DIA) | 11,895       | 6.21         | n/a          | 0          | n/a        |
|                        | Renacimiento Andino (RA)                                                    | 8,776        | 4.58         | n/a          | 0          | n/a        |
|                        | Acción Popular (AP)                                                         | 8,565        | 4.47         | n/a          | 0          | n/a        |
|                        | Movimiento Nueva Izquierda (MNI)                                            | 7,975        | 4.16         | n/a          | 0          | n/a        |
|                        | Fuerza Democrática (FD)                                                     | 6,951        | 3.63         | n/a          | 0          | n/a        |
|                        | Primero Perú (P)                                                            | 3,454        | 1.80         | n/a          | 0          | n/a        |
|                        |                                                                             |              |              |              |            |            |
| Total                  | Total                                                                       | 191,576      |              |              | 11         | n/a        |
|                        |                                                                             |              |              |              |            |            |
| Votos válidos          | Votos válidos                                                               | 191,576      | 82.17        | n/a          |            |            |
| Votos en blanco        | Votos en blanco                                                             | 13,878       | 5.95         | n/a          |            |            |
| Votos nulos            | Votos nulos                                                                 | 27,704       | 11.88        | n/a          |            |            |
| Votos emitidos         | Votos emitidos                                                              | 233,158      | 75.36        | n/a          |            |            |
| Abstenciones           | Abstenciones                                                                | 76,214       | 24.64        | n/a          |            |            |
| Votantes registrados   | Votantes registrados                                                        | 309,372      |              |              |            |            |
|                        |                                                                             |              |              |              |            |            |
| Fuente:                |                                                                             |              |              |              |            |            |

### Autoridades electas
| Cargo                               | Autoridad electa | Autoridad electa            | Partido político | Partido político                              |
| ----------------------------------- | ---------------- | --------------------------- | ---------------- | --------------------------------------------- |
| Presidente Regional de Ayacucho     |                  | Omar Quezada Martínez       |                  | Partido Aprista Peruano                       |
| Vicepresidente Regional de Ayacucho |                  | José Urquizo Maggia         |                  | Partido Aprista Peruano                       |
| Consejero Regional de Ayacucho      |                  | Abad Flores Portugal        |                  | Partido Aprista Peruano                       |
| Consejero Regional de Ayacucho      |                  | Mesías Julca Trisolini      |                  | Partido Aprista Peruano                       |
| Consejero Regional de Ayacucho      |                  | Carlos Muñoz Baldeón        |                  | Partido Aprista Peruano                       |
| Consejero Regional de Ayacucho      |                  | César Navarro Godoy         |                  | Partido Aprista Peruano                       |
| Consejero Regional de Ayacucho      |                  | Pedro Yaranga Quispe        |                  | Partido Aprista Peruano                       |
| Consejero Regional de Ayacucho      |                  | Carlos Rojas Neyra          |                  | Partido Aprista Peruano                       |
| Consejero Regional de Ayacucho      |                  | Marcial Capelletti Jáuregui |                  | Partido Aprista Peruano                       |
| Consejero Regional de Ayacucho      |                  | Aquiles Rodríguez Naccha    |                  | Movimiento Independiente Integración Regional |
| Consejero Regional de Ayacucho      |                  | Próspero Chipana Bautista   |                  | Perú Posible                                  |
| Consejero Regional de Ayacucho      |                  | Román Martínez Parián       |                  | Unidad Nacional                               |
| Consejero Regional de Ayacucho      |                  | Neper Huancahuari Tueros    |                  | Frente Independiente Moralizador              |